# Oxyopes coccineoventris
Oxyopes coccineoventris là một loài nhện trong họ Oxyopidae.
Loài này thuộc chi Oxyopes. Oxyopes coccineoventris được Roger de Lessert miêu tả năm 1946.